# Hundred (jeu)
Pour les articles homonymes, voir Hundred (homonymie).
Ne doit pas être confondu avec Century (jeu).
Hundred est un jeu inspiré des principes de Diplomatie.
Jeu conçu par Andy D. Schwarz en 1996, joué dans un premier temps sur Internet, il n’a été édité que quatre ans plus tard par Stupendous Games en 2000.
Ce jeu dérivé de Diplomatie se distingue principalement de ce dernier par un nombre de joueurs abaissé à trois (Anglais, Bourguignons et Français) et des carte et époque différentes (le contexte de la Guerre de Cent Ans). Le joueur français a la particularité de débuter avec plus d’unités que de centres et le joueur anglais ne commence pas forcément la partie avec toutes ses unités sur ses centres de départ, une de ses flottes pouvant commencer en pleine mer. Les autres règles restent identiques. Avec trois joueurs, le temps de jeu s’en trouve considérablement réduit en comparaison avec Diplomatie.
Dans la communauté ludique francophone, Hundred est pratiqué par les sites de jeu www.18centres.com et Diplomatie Online pratiquant aussi le jeu Diplomatie.